# Gai Opi (tribú 449 aC)
Gai Opi (en llatí: Gaius Oppius) va ser un magistrat romà del segle v aC. Formava part de la gens Òpia, una gens romana d'origen plebeu.
Probablement era germà del comandant plebeu del Mons Sacer, Marc Opi. En acabar la lluita, a Gai Opi el van elegir com un dels tribuns de la plebs, l'any 449 aC. Ho explica Titus Livi.